# Ботошешть-Пая
Ботошешть-Пая, Ботошешті-Пая (рум. Botoșești-Paia) — комуна у повіті Долж в Румунії. До складу комуни входить єдине село Ботошешть-Пая.
Комуна розташована на відстані 225 км на захід від Бухареста, 44 км на захід від Крайови.

## Населення
За даними перепису населення 2002 року у комуні проживали 1005 осіб.
Національний склад населення комуни:
| Національність | Кількість осіб | Відсоток |
| -------------- | -------------- | -------- |
| румуни         | 1003           | 99,8%    |
| угорці         | 1              | 0,1%     |
| турки          | 1              | 0,1%     |

Рідною мовою назвали:
| Мова      | Кількість осіб | Відсоток |
| --------- | -------------- | -------- |
| румунська | 1004           | 99,9%    |
| угорська  | 1              | 0,1%     |

Склад населення комуни за віросповіданням:
| Релігія        | Кількість осіб | Відсоток |
| -------------- | -------------- | -------- |
| православні    | 1002           | 99,7%    |
| реформати      | 1              | 0,1%     |
| греко-католики | 1              | 0,1%     |
| мусульмани     | 1              | 0,1%     |

## Зовнішні посилання
- Дані про комуну Ботошешть-Пая на сайті Ghidul Primăriilor [Архівовано 17 червня 2011 у Wayback Machine.]